# Sakùntala
La leggenda di Sakùntala, poi rititolata solo Sakùntala, è un'opera in tre atti di Franco Alfano su libretto dello stesso compositore, tratto dal dramma del V secolo Abhijñānaśākuntalam di Kālidāsa.

## Storia
La prima rappresentazione avvenne come La leggenda di Sakuntala al Teatro Comunale di Bologna, il 10 dicembre 1921 diretta da Tullio Serafin. La partitura ed i materiali d'orchestra si crede siano stati distrutti da una bomba alleata che danneggiò gli archivi della Ricordi, casa editrice di Alfano, durante la seconda guerra mondiale. Alfano ricostruì l'opera, che venne poi rappresentata al Teatro dell'Opera di Roma il 5 gennaio 1952 come Sakuntala. Durante i preparativi per una ripresa a Roma nel mese di aprile 2006, una copia della partitura originale 1921 è stata scoperta negli archivi Ricordi, e l'opera fu eseguita per la prima volta nella sua forma originaria in epoca moderna sotto il titolo originale sotto la direzione di Gianluigi Gelmetti.
I critici la considerano come la migliore opera di Alfano, anche se raramente viene messa in scena negli ultimi anni; Sakuntala è stata eseguita sette volte dalla radio italiana fra il suo debutto e il 1979. Queste trasmissioni hanno visto l'impiego di soprani come Magda Olivero, Anna de Cavalieri, e Celestina Casapietra nel ruolo della protagonista. L'opera è stata anche ripresa al Wexford Opera Festival nel 1982.

## Ruoli
| Personaggio                                    | Voce         | Cast prima, 10 dicembre 1921 (Direttore: Tullio Serafin) | Nuova versione, 5 gennaio 1952 (Direttore: Gianandrea Gavazzeni) |
| ---------------------------------------------- | ------------ | -------------------------------------------------------- | ---------------------------------------------------------------- |
| Sakùntala, una giovane donna di origini regali | soprano      | Augusta Concato-Piccaluga                                | Vera Pura Aguero                                                 |
| Priyamvada, amica di Sakùntala                 | mezzosoprano | Ida Mannarini                                            | Fernanda Cadoni                                                  |
| Anusuya, amica di Sakùntala                    | soprano      | Gina Pedroni                                             | Mafalda Micheluzzi                                               |
| Il re                                          | tenore       | Nino Piccaluga                                           | Roberto Turrini                                                  |
| Il suo scudiero                                | baritono     | Luigi Bolpagni                                           | Enzo Titta                                                       |
| Kanva, capo degli eremiti                      | basso        | Bruno Carmassi                                           | Giulio Neri                                                      |
| Un giovane eremita                             | tenore       | Carlo Bonfanti                                           | Adelio Zagonara                                                  |
| Durvasas, un asceta                            | basso        | Enrico Spada                                             | Bruno Sbalchiero                                                 |
| Harita                                         | basso        | Ugo Cannetti                                             | Carlo Platania                                                   |
| Un pescatore                                   | tenore       | Edmondo Orlandi                                          | Paolo Caroli                                                     |
| Una guardia                                    | basso        |                                                          | Virgilio Stocco                                                  |

## Trama

### Atto I
Il Re incontra Sakuntala, durante la caccia con i suoi uomini, nei pressi del remoto monastero nel bosco presso il quale la ragazza vive. Il re la corteggia, e superando il timore iniziale della ragazza, le promette che tornerà per donarle un anello affinché possa ricordarsi di lui.

### Atto II
Fantasticando sul Re, Sakuntala non riesce a sentire l'eremita Durvasas che la supplica di aprire il cancello del monastero per farlo entrare. Arrabbiato, maledice Sakuntala, ed invoca che il re non la debba ricordare. Sakuntala implora una nuvola di portare un messaggio al re. Harita ritorna al monastero, e dice a Sakuntala che lei è incinta.

### Atto III
Il re è inquieto, e non pone attenzione alle ballerine che si esibiscono per lui. Sakuntala arriva con il suo seguito, ma quando tenta di presentare il suo anello al re, si rende conto di averlo perso. La maledizione è compiuta e Sakuntala si precipita fuori dal palazzo per annegarsi in un lago. Tuttavia, in ritardo, arriva un pescatore, che dopo aver trovato l'anello, lo presenta al Re, che si ricorda improvvisamente di Sakuntala. Entrano due eremiti, tenendo il bambino neonato di Sakuntala, e il re grida di angoscia. Ma la voce di Sakuntala scende dal cielo (essendo stata assunta in cielo da una nuvola di fuoco), e dice al re di non disperare, che il loro bambino diventerà l'eroe del secolo futuro. Tutte le persone si inginocchiano ad adorare il neonato.